# Chen Wenqing
Chen Wenqing (陈文清S, Chēn WénqīngP; contea di Renshou, 24 gennaio 1960) è un politico cinese.

## Primi anni
Originario della contea di Renshou, distretto situato nella provincia di Sichuan, suo padre era un agente di polizia che lavorava presso il Ministero della pubblica sicurezza. Chen Wenqing studiò giurisprudenza e scienze politiche presso l'Università Sudovest di scienze politiche e diritto di Chongqing, una delle più prestigiose di tutta la Cina.

## Carriera
Dopo aver conseguito la laurea, seguendo le orme di suo padre, decise, nel 1984, di entrare nel Ministero della pubblica sicurezza, ove lavorò per dieci anni.
Nel 1994, Chen ricevette l'incarico di vicedirettore del Guojia Anquan Bu per la provincia di Sichuan; nel 1998 Chen ebbe una promozione e assunse la carica di direttore, carica che gli fu tolta nel 2002. Nel 2006, Chen si trasferì nel Fujian, ove ottenne alcuni incarichi politici minori. Successivamente, il 7 novembre 2016, fu convocato a Pechino da Xi Jinping, che lo nominò ministro per la sicurezza dello Stato, una delle agenzie di sicurezza nazionale e di controspionaggio più grandi del pianeta.